# Péninsule de Digby
La péninsule de Digby (en anglais : Digby Neck) est une étendue de terre au nord de l'île Long, dans le comté de Digby, en Nouvelle-Écosse, au Canada.